# La Carsosa
La Carsosa és una muntanya de 142 metres que es troba al municipi de Sant Pere de Ribes, a la comarca del Garraf. Es troba al nord-oest de La Carretera i també és anomenada "la Carxosa".